# Saron Berhe
Saron Berhe, née le 22 août 2007, est une athlète éthiopienne.

## Carrière
Saron Berhe est médaillée d'or du 1 500 mètres des Championnats d'Afrique d'athlétisme 2024 à Douala ainsi qu'aux Championnats du monde juniors d'athlétisme 2024 à Lima.